# Championnat du Paraguay de football 1938
Navigation
Édition précédente Édition suivante
La 28e édition du championnat du Paraguay de football est remportée par le Club Olimpia. C’est le onzième titre de champion du club, le troisième consécutif. Olimpia l’emporte avec 3 points d’avance sur Club Cerro Porteño. Club Libertad complète le podium.
Une poignée de résultats seulement est connue. Le classement général est incomplet
Martín Flor (Cerro Porteño) et Amado Salinas (Libertad) terminent meilleurs buteurs du championnat avec 17 buts.
Le championnat de la Federación Paraguaya de Deportes est remporté par Atlético Sajonia

## Les clubs de l'édition 1938
| \| Asuncion: · Olimpia · Nacional · Sol de América · Guaraní · Cerro Porteño · River Plate · Atlántida · Club Atlético Corrales Asuncion Club Presidente Hayes Club Sportivo Luqueño \| Localisation des clubs engagés dans le championnat. |
| Asuncion: · Olimpia · Nacional · Sol de América · Guaraní · Cerro Porteño · River Plate · Atlántida · Club Atlético Corrales Asuncion Club Presidente Hayes Club Sportivo Luqueño                                                           |

| Club                   | Stade | Capacité | Ville    |
| ---------------------- | ----- | -------- | -------- |
| Atlántida Sport Club   | -     | -        | Asuncion |
| Club Atlético Corrales | -     | -        | Asuncion |
| Club Cerro Porteño     | -     | -        | Asuncion |
| Club Guaraní           | -     | -        | Asuncion |
| Club Libertad          | -     | -        | Asuncion |
| Club Nacional          | -     | -        | Asuncion |
| Club Olimpia           | -     | -        | Asuncion |
| Club Presidente Hayes  | -     | -        | Tacumbu  |
| Club River Plate       | -     | -        | Asuncion |
| Club Sol de América    | -     | -        | Asuncion |
| Sportivo Luqueño       | -     | -        | Luque    |

## Compétition

### Classement
| Rang | Équipe                 | Pts | J  | G | N | P | Bp | Bc | Diff |
| ---- | ---------------------- | --- | -- | - | - | - | -- | -- | ---- |
| 1    | Club Olimpia (T)       | 35  | 20 | . | . | . | .  | .  | 0    |
| 2    | Club Cerro Porteño     | 32  | 20 | . | . | . | .  | .  | 0    |
| 3    | Club Libertad          | 24  | 20 | . | . | . | .  | .  | 0    |
| 4    | Atlántida Sport Club   | 21  | 20 | . | . | . | .  | .  | 0    |
| 5    | Club Nacional          | 19  | 20 | . | . | . | .  | .  | 0    |
| 6    | Club Atlético Corrales | 19  | 20 | . | . | . | .  | .  | 0    |
| 7    | Club Guaraní           | 17  | 20 | . | . | . | .  | .  | 0    |
| 8    | Club Sol de América    | 17  | 20 | . | . | . | .  | .  | 0    |
| 9    | Club River Plate       | 14  | 20 | . | . | . | .  | .  | 0    |
| 10   | Club Presidente Hayes  | 13  | 20 | . | . | . | .  | .  | 0    |
| 11   | Sportivo Luqueño       | 9   | 20 | . | . | . | .  | .  | 0    |

| Légende : Qualifications et relégations | Légende : Qualifications et relégations |
| --------------------------------------- | --------------------------------------- |
|                                         | Champion du Paraguay                    |
|                                         | Relégation en deuxième division         |
|                                         | (T) : Tenant du titre (P) : Promus      |

## Bilan de la saison
| Championnat du Paraguay de football 1938                             |                          |
| Champion                                                             | Club Olimpia (11e titre) |
| Promotions et relégations                                            |                          |
| Promus en Primera División                                           | Aucun                    |
| Relégués en Championnat du Paraguay de football de deuxième division | Aucun                    |

## Statistiques

### Meilleur buteur
1. Martín Flor (Cerro Porteño) 17 buts
2. Amado Salinas (Libertad) 17 buts